# Mihaela Drăgan
Mihaela Drăgan est une comédienne rromnia de Roumanie, fondatrice de la troupe féministe Giuvlipen.

## Biographie
Mihaela Drăgan vient de Cândesti, un village du județ de Buzău. Ses parents travaillaient dans une raffinerie de pétrole près du port de Constanta, à une demi-journée de son village. Elle a donc grandi avec ses grands-parents. Son grand-père est accordéoniste. Avec ses deux sœurs, elle part étudier au lycée George Călinescu.
Après un an dans le cursus de théâtre de l'université de Cluj, Drăgan part à Bucarest et étudie aux côtés de la comédienne Sanda Manu (ro).
Elle joue au théâtre Maxime-Gorki ainsi que dans des pièces de Yael Ronen et des films de Radu Jude et Fanny Ardant. En 2017, elle est nommée pour le prix de la ligue des femmes de théâtre de New York. En 2014, elle fonde la troupe Giuvlipen (un néologisme pour « féminisme » en romani) avec Elena Duminică et Zita Moldovan. En 2021, elle lance une émission en sept épisodes sur la culture rrom, invitant pour le premier épisode le réalisateur Andrei Serban (en). En 2020, lors de la cérémonie UNITER (ro) où sa troupe a été récompensée par le British Council, elle appelle de ses vœux davantage de théâtre rrom, féministe et queer en Roumanie.

## Œuvre
Les créations de Drăgan portent sur des thèmes comme le mariage des mineures dans les communautés roms ou la mémoire du Porajmos. Son esthétique a été décrite comme celle d'une « techno-sorcière » et utilise des sons rap.
En 2024, elle crée une adaptation de La Tempête.